# 398
Римська імперія розділена на дві частини. У Східній Римській імперії править Аркадій. У Західній — Гонорій. У Китаї правління династії Цзінь. В Індії правління імперії Гуптів. У Японії триває період Ямато. У Персії править династія Сассанідів.
На території лісостепової України Черняхівська культура. У Північному Причорномор'ї готи й сармати. Історики VI століття згадують плем'я антів, що мешкало на території сучасної України приблизно з IV сторіччя. З'явилися гуни, підкорили остготів та аланів й приєднали їх до себе.

## Події
- В Африці відбувся бунт Гільдона. Бунтівники відрізали Рим від поставок зерна. Стиліхон, фактичний правитель Заходу при малолітньому Гонорії, придушив бунт.
- Імператор Гонорій одружився з донькою Стиліхона Марією.
- Імперський едикт зобов'язав усіх плантаторів віддати третину земель варварам, що оселилися в межах імперії.

## Померли
- Гільдон